# Župnija Kisovec
Župnija Kisovec je rimskokatoliška teritorialna župnija dekanije Zagorje nadškofije Ljubljana.

## Sakralni objekti
- Cerkev Marijinega brezmadežnega srca, Kisovec